# Átlátszó.hu
Az atlatszo.hu 2011-ben alapított független, oknyomozó online-újság; öndefiníciója szerint civil watchdog (figyelő), amely a közélet tisztaságáért, a közpénzekkel történő átlátható gazdálkodásért küzd. A tényfeltáró újságírás mellett fontosnak tartja a civil aktivizmust és mértékének növelését. Az Átlátszó.hu közérdekű bejelentéseket fogad, közérdekű adatokat igényel és publikál, oknyomozó riportokat készít, és akár bírósághoz is fordul a közérdekű adatok nyilvánosságának kikényszerítése érdekében. A tevékenysége miatt vannak, akik támadják az újságot, állításuk szerint a lap politikai szempontból elkötelezett bizonyos irányokba.

## Célok, eszközök, elvek
Az Átlátszó csapatát a WikiLeaks történet inspirálta, céljuk a nyilvánosság számára olyan adatokat szolgáltatni/visszaszolgáltatni melyek valami oknál fogva titkosítva vannak, elérhetetlenek, valamilyen ok vagy döntés miatt nem megismerhetőek. Minden birtokukba kerülő, megalapozott, tényekkel alátámasztott politikai, gazdasági, vagy történelmi jelentőségűnek ítélt dokumentumot publikálnak, ugyanakkor a – feltételezhetően – jogsértő részeket cenzúrázzák. Véleményt ritkán formálnak, csak adatokat, tényeket tárnak fel/publikálnak, hogy azt a mainstream média átvehesse, így aztán – a média révén az információ – hatást gyakorolhasson a közéletre.
Az Átlátszó elsődleges eszköze az oknyomozó újságírás és a közérdekű adatigénylés. Ez utóbbi tevékenység egyik velejárója a bírósági eljárások sokasága, ugyanis a hivatalos szervek gyakran visszatartanak – egyes botránygyanús ügyeknél – néhány létfontosságú információt, mely elengedhetetlenek a téma teljes megismeréséhez. Az Átlátszó egy névtelenséget biztosító bejelentőrendszert is kiépített, melyen keresztül közérdekűnek ítélt adatokat lehet szivárogtatni hozzájuk. Az adatok forrását – ha az általuk ismert – teljes körű titoktartás mellett kezelik, de ez elkerülhető a névtelenséget biztosító TOR – harmadik generációs hagyma elosztó rendszer – használatával. Ezen keresztül a felhasználók teljesen titkosítottan, IP-címük "elrejtésével" küldhetnek adatokat az Átlátszó csapatának. A rendszer működik, számtalan korrupciógyanús tevékenység, tender, szervezet és személy kapcsán hoztak nyilvánosságra – teljesen legálisan! – adatokat, gyakran a bejelentések alapján elindulva.
A csapat fontosnak tartja költségek minimalizálását, hogy ezáltal is függetlenek maradhassanak, ne kelljen cégek érdekeinek megfelelően végezniük nyomozótevékenységüket. Függetlenségük erősítése érdekében olyan támogatói rendszert építettek ki, mely már a Greenpeace térnyerése óta ismert, magánszemélyektől várnak adományokat a munkájuk folytatásához; ezekből a közadakozásokból finanszírozzák magukat.
Az Átlátszó cikkei 2020. november 13-tól havonta egyszer nyomtatásban is megjelennek a Magyar Hang című hetilappal kötött megállapodásnak köszönhetően.

## Projektjei

### Ki mit tud?
A civil részvételt elősegítendő, az Átlátszó.hu létrehozott egy aloldalt, melyen keresztül bárki egyszerűen indíthat közérdekű adatigénylést. A KiMitTud segítségével közérdekű adat igényelhető minden olyan állami, önkormányzati vagy más, közfeladatot ellátó szervről, intézményéről – azaz adatgazdától –, amely az állam működtetésében részt vesz vagy közpénz kezelésében vesz részt.
Az aloldalon továbbá figyelemmel kísérhető minden aktuális és már lezárult adatigénylés, valamint áttekinthető lista készült az adatgazdákról.

### Fizettem
A fizettem.hu egy olyan kezdeményezés, melynek célja, hogy az állampolgárok kollektív energiáját hasznosítsa a hálapénz és a korrupció elleni küzdelemben. Ez a weboldal arra ad lehetőséget, hogy információt gyűjtsünk a hazánkban történő korrupciós esetek természetéről, számáról, típusairól, helyszíneiről, sémáiról, összegeiről.
A fizettem.hu oldalon a látogatók megoszthatják saját történeteiket arról, hol, mikor, ki és mennyi kenőpénzt fizettetett velük, esetleg ők önszántukból miért érezték úgy, hogy adniuk kell. Sőt, azt is megírhatják, ha visszautasították, vagy a másik fél utasította vissza a felajánlott összeget. A beküldött történetek előzetes moderáció után kerülnek ki az oldalra és szükség esetén anonimizálják ezeket. Ezalapján folyamatosan nyomon követhető, hogy az egyes szektorokban mennyi kenőpénzt fizetnek az emberek.

### MagyarLeaks
Az atlatszo.hu által nyújtott MagyarLeaks szolgáltatás célja, hogy olyan információkat tegyen elérhetővé, amelyek nyilvánosságra kerüléséhez nyomós közérdek fűződik. Ilyen közérdek lehet például a közhatalom átláthatósága, a közpénzek felhasználásának nyomon követése, a gazdasági szereplők jogsértéseinek nyilvánosságra kerülése vagy a környezet védelme. A nyilvánosságnak szánt információkat több csatornán is várják az érintettektől.

### Bejelentővédelmi Együttműködés
A Bejelentővédelmi Együttműködés (röviden BeVéd) az Átlátszónet Alapítvány, a K-Monitor és a Transparency International közös kezdeményezése. A BeVéd olyan természetes személyeknek nyújt szolgáltatásokat, akik a közhatalom gyakorlásával, a közpénzek felhasználásával, a nemzeti vagyon kezelésével vagy egyéb kiemelt közérdek alapján vizsgálatot igénylő ügyben, így különösen emberek életére vagy testi épségére, alkotmányos jogaik tömeges megsértésére vagy a természeti környezetre valós fenyegetést jelentő visszaélés vagy mulasztás miatt a hatóságok felé bejelentést tettek vagy ilyen bejelentést szándékoznak tenni.
Céljuk, hogy a potenciális bejelentők biztonságban érezzék magukat, ne lehessen őket elrettenteni a közérdeket szolgáló információk nyilvánosságra hozásától. Ennek érdekében jogi tanácsadást, jogi képviseletet, pszichológiai és konfliktuskezelési tanácsadást, média- és újságírói támogatást, illetve a kiemelt jelentőségű közérdekű ügyekben bejelentéssel élő természetes személy számára a bejelentés miatt ért veszteséget meg nem haladó mértékű anyagi támogatást nyújtanak.

## Blogok és vendégblogok
Az Átlátszó.hu alatt számtalan blog és vendégblog érhető el, melyek különböző témák köré szerveződnek.

### Blogok
- Átlátszó blog
- Mutyimondó
- Video
- Világtérkép
- Vidéki csajok
- Adatújságírás
- Szocio
- Szakirodalom
- OCCRP
- Rádió

### Vendégblogok
- Átlátszó Erdély
- Átlátszó Oktatás
- Vastagbőr
- Így írnánk mi
- PC Blog
- Transparency
- Mérték blog
- Környezetvédelem
- 230
- Darvas Béla
- Pogátsa Zoltán
- Do toho
- Annyit
- Falramentaparlament
- Global Voices

## Díjai, elismerései

### A munkatársaké
2013-ban megosztott Gőbölyös Soma-díjat kapott Oroszi Babett, az Átlátszó munkatársa Máriás Leonárddal. A díj az év legjobb fiatal oknyomozó újságírójának jár. Oroszi Babett az állami filmtámogatások kiosztásának – kormányzatokon átívelő – belterjes gyakorlatáról írt az Átlátszó oldalára. A cikksorozat fényt derített arra a tényre, miszerint a támogatások kiosztásakor a pénzösszegek saját zsebbe vagy baráti kézbe vándoroltak. Ezután 2014-ben Oroszit a Prima Primissima Alapítvány Junior Príma díjával jutalmazták magyar sajtó kategóriában. A Junior Príma díjakat kifejezetten fiatal tehetségek számára ítélik oda.
2015-ben Bossányi-díjat kapott Rádi Antónia, amelyet a Bossányi Katalin Emlékalapítvány adott át a Magyar Újságírók Országos Szövetségének (MÚOSZ) székházában. Rádi Antóniát ugyanebben az évben Tarnói Gizella-emlékdíjjal is jutalmazták.
2017-ben az Átlátszó Erdély újságírója kapta a Szegő-díjat, az Átlátszó EU-támogatásokat feltáró cikksorozatát és interaktív térképét pedig Európai sajtódíjra jelölték.
2018-ban Erdélyi Katalin, az Átlátszó munkatársa „az év gazdasági újságírója” díjat kapott a MÚOSZ-tól. Szegénységről méltósággal díjat kapott az Átlátszó Erdély a „vadgalambos” riportja ugyanebben az évben.

### Az Átlátszóé
Az Átlátszó csapata elnyerte 2012-ben a Breaking Borders díjat. Ez a díj a szabad és nyílt internetért való sikeres küzdés elismerése, melyről a Global Voices dönt. A díjat megosztottan szokta kapni egy Észak-Afrikából és Közép-Európából "érkező" csapat. A magyar díj indoklása szerint "az ország sokat kritizált médiatörvényének elfogadását követően az oldal fontos munkát végez a magyar sajtószabadságért. Az Atlatszo.hu az újságírói integritás és a mértékadó oknyomozó újságírás megőrzéséért dolgozik."
2013-ban, az OzoneNetwork és az Origo által kiosztott Ozone Zöld-díjat nyerte el az Átlátszó a Római-partra tervezett mobilgátról szóló cikksorozatával. A díj kiosztásáig 8 rész látott napvilágot a weboldalon, melyben olyan kérdésekre találtak választ, hogy kinek állhat érdekében a Római-parti mobilgát terve, hogyan kerültek magánkézbe a parti csónakházak, és milyen szakmai megalapozottsága van a nagyjából 1400 fa kivágásával és a valószínűsíthetően katasztrofális árvízi veszélyekkel járó beruházás tervének.
Ugyancsak 2013-ban a HVG.hu által indított Goldenblog verseny közönségdíjasa lett az Átlátszó blogja Közélet kategóriában. Nyereményük egy kétszemélyes vacsora volt az egyik budapesti étteremben. A verseny hajrájában az internet az Átlátszó blog és az Egyenlítő TV elnevezésű politikai blog közti kiélezett küzdelemtől volt hangos – leginkább a közösségi médiában. A portál a Goldenblog 2014-es versenyén is jól szerepelt: Közélet kategóriában elnyerte mind a zsűri, mind a közönség díját.
Az Átlátszó egyike volt azon három magyar kitüntetettnek, akik megkapták a 2014-es Európai Polgár díjat. A díj, amely EP-képviselői javaslatra adományozható, az Európai Unió alapjogi chartájában említett értékeket szolgáló köznapi tevékenységeket részesíti elismerésben. Az Átlátszo.hu portált Molnár Csaba és Niedermüller Péter, a DK EP-képviselői jelölték a díjra. Az Atlatszo.hu olyan jogvédő civil szerveződés internetes felülete, amely az oknyomozó újságírás eszközeivel igyekszik előmozdítani a véleménynyilvánítás és tájékozódás szabadsága, a médiapluralizmus és a transzparencia ügyét – írta indoklásában Molnár és Niedermüller.
2015-ben az Index on Censorship szabadságjogi szervezet a Szólásszabadság Díjat (Freedom of Expression Award) adományozta az Átlátszónak és Bodoky Tamás főszerkesztőnek a digitális aktivizmus kategóriában.
Ugyancsak 2015-ben díjazták a portált az első nyugatnémet elnökről elnevezett Theodor Heuss-medállal. A rangos elismerést a hivatalos indoklás szerint az átlátható és eleven magyar civil társadalomhoz való kiemelkedő hozzájárulása miatt ítélte oda a portálnak Németországban a politikai kultúra fejlesztésének támogatására létrehozott, pártoktól független Theodor Heuss Alapítvány.
2016-ban az atlatszo.hu mint alkotóközösség elnyerte a Joseph Pulitzer-emlékdíjat. Ugyancsak 2016-ban Hégető Honorka-díjat kapott az Átlátszó a hortobágyi földmutyiról szóló kisfilmért, valamint második fődíjat kapott a Kimittud közadatigénylő oldal a SozialMarie 2016 díjazottjai között.

## Partnerei

### Hazaiak
- Átlátszónet Alapítvány
- K-Monitor Közhasznú Egyesület
- Átló
- Magyar Hang Magazin
- Political Capital
- Transparency International Magyarország
- Magyar Helsinki Bizottság
- Klubrádió

### Nemzetközi téren
- 100Reporters.com
- Global Voices Advocacy
- Legal Leaks
- Organized Crime and Corruption Reporting Project
- International Consortium of Investigative Journalists
- Global Investigative Journalism Network